# Edward Anseele
Edward Anseele (26 de julio de 1856-18 de febrero de 1938) fue un político socialista belga. Sus padres pertenecían a la clase media-baja (su padre era zapatero). Edward Anseele fue un activo miembro del movimiento socialista primigenio. Anseele estudió en el Real Athenaeum de Gante hasta la edad de 17.

## Carrera
El congreso socialista de 1877 en Gante fue el inicio de su compromiso socialista. Trabajó como periodista de la revista De Volkswil, más tarde convertida en el diario socialista Vooruit! ("¡Adelante!"). Organizó una panadería cooperativa llamada Vooruit en 1880 en lo que fue el inicio  de una amplia gama de aventuras cooperativistas que terminaron creando un imperio industrial. De este modo, Anseele intentó crear un contrapeso a las empresas capitalistas capaz de dar soporte a acciones socialistas. Esta red de cooperativas sobrevivió hasta la Gran Depresión de la década de 1930
Anseele fue parte del pleno municipal de Gante, burgomaestre provisional y parlamentario. Fue uno  de los fundadores del partido socialista Belgische Werkliedenpartij. Durante la Primera Guerra Mundial los alemanes le ofrecieron el título de Presidente de Bélgica, pero él lo rechazó. Después de la guerra,  fue premiado por ello con varias carteras ministeriales de 1918 a 1921 fue el ministro  para Obras Públicas y de 1925 a 1927 ministro de Ferrocarriles y PTT (Telégrafos, Correos y Teléfonos). En 1930, fue nombrado ministro honorario de estado.

## Obras
- Voor 't volk geofferd (1881)
- De omwenteling van 1830 (1882)
- De algemeene werkstaking (1888)
- De ware vijand van werkman en kleinen burger (1890)
- De samenwerking en het socialisme (1902)
- Vooruit en de Vlaamsche Beweging (1913)